# Jan Firlej (podskarbi wielki koronny)
Jan Firlej z Dąbrowicy herbu Lewart (zm. 1614) – podskarbi wielki koronny w latach 1590–1609, kasztelan wojnicki w latach 1613–1614, starosta lubelski w latach 1593–1614.

## Życiorys
Studiował w Altdorfie w latach 1577–1579, Lipsku w latach 1579–1580, w Padwie i Rzymie.
Syn marszałka wielkiego koronnego Jana Firleja i Zofii Boner herbu własnego; brat Mikołaja, Andrzeja, Piotra i Henryka (tego ostatniego przyrodni). Wychowany w kalwinizmie, przeszedł na katolicyzm około 1600 roku.
W 1592 poślubił Gertrudę Opalińską herbu Łodzia (córkę Andrzeja, marszałka wielkiego koronnego). Ich synem był przyszły biskup poznański Henryk Firlej.
Poseł na sejm konwokacyjny 1587 roku z województwa krakowskiego. Poseł na sejm pacyfikacyjny 1589 roku z województwa sandomierskiego, podpisał traktat bytomsko-będziński. Poseł na sejm 1590 roku z województwa krakowskiego.